# 浄化槽設備士センター
財団法人浄化槽設備士センター（じょうかそうせつびしセンター）は、1984年に設立された国土交通省所管の財団法人であったが、事業仕分けにより2011年4月14日に解散した。

## 概要
1984年（昭和59年）12月、前年5月の浄化槽法（昭和58年法律第43号）の成立にともない、「浄化槽設備士試験及び講習を円滑に実施するとともに、 浄化槽設備に関する知識及び技能の向上、普及を図ることによって、浄化槽によるし尿等の適切な処理を促進し、国民の生活環境の保全と公衆衛生の向上に寄与すること」を目的に設立された。以降、浄化槽法にもとづく浄化槽設備士資格にかんする指定試験機関、指定講習機関として約26年間活動し、2010年（平成22年）5月の行政刷新会議による事業仕分けで「平成22年度中の実施主体の見直し（及び受験者・受講者負担の低減）」が必要との評価を受け、2011年（平成23年）4月に解散した。
- 所在：東京都千代田区麹町4-3 麹町四丁目ビル5F
- 理事長：三橋壯吉

## 事業
- 業務部：浄化槽設備士講習および試験を平成22年度（2010年度）までおこなっていた[10]。

解散後、指定機関としておこなってきた浄化槽設備士試験および浄化槽設備士講習の事務は、財団法人日本環境整備教育センター（現在は公益財団法人）に移管された。